# Lichtenberg (Morsbach)

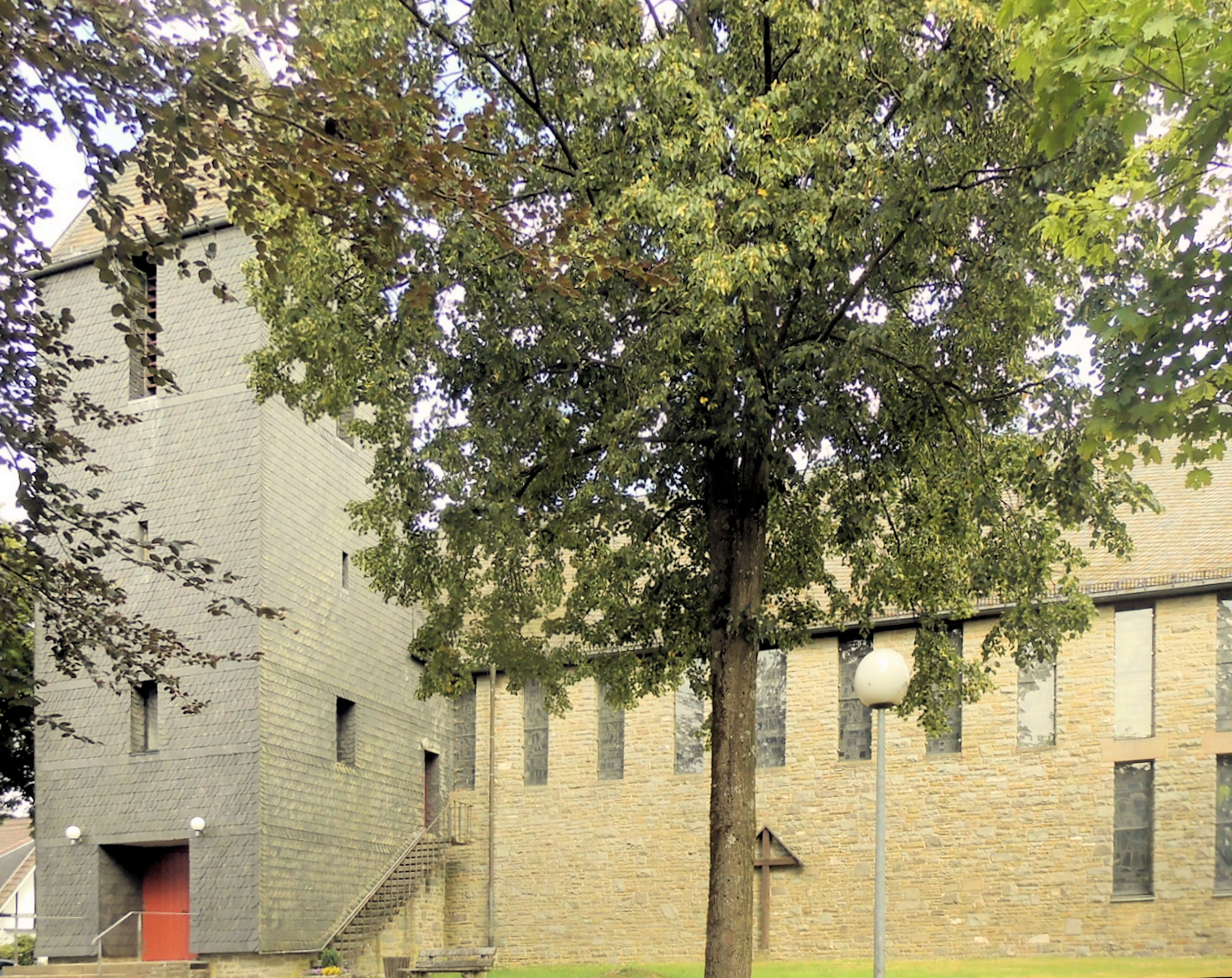
Kirche St. Joseph

Lichtenberg ist ein Ortsteil von Morsbach im Oberbergischen Kreis im südlichen Nordrhein-Westfalen innerhalb des Regierungsbezirks Köln.

## Lage und Beschreibung
In ländlicher, waldreicher Umgebung liegt Lichtenberg am südlichsten Zipfel des Oberbergischen Kreises.  Die nächsten größeren Städte sind Gummersbach (28 km), Siegen (35 km) sowie Köln (70 km).
Benachbarte Ortsteile sind Springe im Norden, Rom im Osten, Böcklingen im Süden, und Überasbach im Westen.

## Geschichte

### Erstnennung
- 1386? wurde der Ort das erste Mal urkundlich erwähnt und zwar „Jekel Bombach von Lichtenberg empfängt vom Erzbisch. v. Trier ein Lehen zu Kesten/Mosel“

Schreibweise der Erstnennung: Lichtenberg
- 1440 Sichere Nennung - Henne von Lichtenberg, bergischer Schultheiß

Der Name Lichtenberg bedeutet so viel wie „lichter Berg“ oder eine „aus dem hellen gerodete Siedlung“. Um 1500 war dort ein Hof im Besitz des Hütten-Hermann und seiner Gattin Gertrud von Lichtenberg. Deren Sohn Hermann von Lichtenberg verkaufte 1523 den Hof an die Katholische Kirche. 1602 zählte Lichtenberg neun bergische Feuerstätten, was neun Mal vier Personen bedeutet.

## Wirtschaft und Infrastruktur
In Lichtenberg hat die Gemeinde Morsbach einen 28.000 m² großen Gewerbepark eingerichtet. Das Gebiet ist mit einer leistungsfähigen Infrastruktur ausgestattet und unmittelbar an die Landesstraße 324 verkehrsgünstig angebunden.

## Freizeit

### Vereinswesen
Lichtenberg ist durch ein aktives Vereinsleben geprägt. Vor allem der Musikverein ist weit über die Grenzen der Gemeinde Morsbach hinaus bekannt.
- Festverein Lichtenberg e. V. (Veranstalter Erntedankfest)[2]
- Seniorenpark-Lichtenberg
- Musikverein Lichtenberg e. V.
- Freiwillige Feuerwehr Morsbach - Löschzug Lichtenberg
- Männergesangverein „Hoffnung“ Lichtenberg e. V. (gegr. 1904; Träger der Zelter-Plakette und Meisterchor im Sängerbund NRW)
- kfd Lichtenberg
- FTC Lichtenberg
- Die Nebelkrähen, Aufbaugruppe des BdP Bundes der Pfadfinderinnen und Pfadfinder e. V.
- Dorfgemeinschaft Lichtenberg e. V.
- Freunde und Förderer der Gemeinschaftsgrundschule Lichtenberg
- Förderverein Pfarrheim
- Förderverein des Kindergartens Schatzkiste

## Veranstaltungen
Frühjahrskonzert Jedes Jahr im Frühling präsentiert der Musikverein ein buntes Programm. Vorgetragen wird konzertante Marschmusik, Klassik, moderne Unterhaltungsmusik und vieles mehr.
Erntedankfest:
Das jährlich am zweiten Wochenende im September stattfindende Erntedankfest mit Festumzug zieht viele Besucher aus der Umgebung an. 
Feuerwehrfest:
Findet jedes Jahr am 2. Wochenende im Juni statt. 
Basar:
Am letzten Wochenende vor dem ersten Advent richtet die kfd Lichtenberg im Pfarrheim einen Weihnachtsbasar aus.

## Kirchen
- Kath. Pfarrgemeinde Lichtenberg

## Schulen
- Gem. Grundschule Lichtenberg

## Bus- und Bahnverbindungen

### Linienbus
Haltestelle: Lichtenberg
- 304 Morsbach – Denklingen – Wiehl – Gummersbach

Haltestelle: Lichtenberg Abzw.
- 345 Waldbröl – Wildbergerhütte – Eckenhagen